# 안젤로 팔롬보
안젤로 팔롬보(이탈리아어: Angelo Palombo, 1981년 9월 25일, 이탈리아 페렌티노 ~ )는 이탈리아의 옛 축구 선수이다. 그는 세리에 A의 피오렌티나, 삼프도리아, 인테르나치오날레에서 현역 생활을 했었다. 또한 이탈리아 성인 대표팀으로 22경기에 출전했고 2009년 FIFA 컨페더레이션스컵과 2010년 FIFA 월드컵에 참가했었으며, 2004년 하계 올림픽에서 동메달을 차지하기도 했다.

## 수상 경력

### 국가대표팀
이탈리아 U-21
- UEFA U-21 축구 선수권 대회: 2004[1]
- 올림픽 동메달: 2004[2]

### 훈장
- 5th Class / Knight: Cavaliere Ordine al Merito della Repubblica Italiana: 2004[3]